# Berliner Zentralbank
Die Berliner Zentralbank war eine Bank in West-Berlin, die dort die Funktion einer Landeszentralbank hatte. Die Bank war als Körperschaft des öffentlichen Rechts organisiert.
Die Bank bestand von 1949 bis zu ihrer Eingliederung in die Deutsche Bundesbank am 1. August 1957. Vorsitzender ihres Verwaltungsrates war Friedrich Ernst, erster Direktor war Rudolf Meimberg.